# Fußball-Südamerikameisterschaft der Frauen 1991
Die 1. Fußball-Südamerikameisterschaft der Frauen (spanisch Sudamericano Femenino) fand vom 28. April bis 5. Mai 1991 in Brasilien statt. Gespielt wurde im Estádio Regional Willie Davids in Maringá im südlichen Bundesstaat Paraná. Es waren die ersten von der FIFA anerkannten Frauen-Fußballländerspiele in Südamerika. Für Chile und Venezuela waren es zudem die ersten Länderspiele der Frauenmannschaften. Sieger wurde der Gastgeber.

## Modus
Nur drei Nationalmannschaften hatten für das Turnier gemeldet. Jede Mannschaft spielte einmal gegen jede andere. Die punktbeste Mannschaft wurde Südamerikameister und qualifizierte sich für die Fußball-Weltmeisterschaft der Frauen 1991.

## Das Turnier
| Pl. | Land      | Sp. | S | U | N | Tore    | Diff. | Punkte |
| --- | --------- | --- | - | - | - | ------- | ----- | ------ |
| 1.  | Brasilien | 2   | 2 | 0 | 0 | 012:100 | +11   | 04:0   |
| 2.  | Chile     | 2   | 1 | 0 | 1 | 002:600 | −4    | 02:20  |
| 3.  | Venezuela | 2   | 0 | 0 | 2 | 000:700 | −7    | 0:40   |

|                |   |           |     |
| 28. April 1991 |   |           |     |
| Brasilien      | – | Chile     | 6:1 |
| 1. Mai 1991    |   |           |     |
| Chile          | – | Venezuela | 1:0 |
| 5. Mai 1991    |   |           |     |
| Brasilien      | – | Venezuela | 6:0 |